# Wir 13 sind 17
Wir 13 sind 17 ist eine Fernsehserie des ZDF, die im Jahr 1972 im Vorabendprogramm ausgestrahlt wurde.

## Handlung
Die Serie, in der es keine durchgehenden Rollen, Schauspieler oder Handlungen gibt, schildert Einzelschicksale junger Menschen im Alter von 17 Jahren. Der Fußballspieler Henning beispielsweise wird vom großen Geld gelockt. Peter ist der Sohn eines Bankdirektors und verliebt sich in Kerstin, die Tochter eines Installateurs, doch beide stoßen auf heftige Widerstände der Eltern. Der linksorientierte Revoluzzer Jörg macht immer wieder mit wilden Streikaktionen auf sich aufmerksam und wird von der Familie „zur Vernunft“ gebracht. Der Sohn eines Müllmanns erzwingt mit List und Tücke die Versetzung eines Lehrers, der, ohne es zu wissen, den Beruf seines Vaters „verunglimpfte“. Ein junges Mädchen wird per Zufall zum Top-Photomodell. Eine reitende Postamtmannstochter wird eifersüchtig auf die vermögende Klubkameradin und treibt ihren Freund der Konkurrentin zu…

## Episoden
Aufgrund der vorliegenden noch unvollständigen Filmdatenbanken sind die Angaben lückenhaft.
| Folge | Titel              | Darsteller | Ausstrahlung   |
| ----- | ------------------ | --- | -------------- |
| 1     | Henning Imme       | Jens Fritsch, Herma Koehn, Rainer Penkert | 23. März 1972  |
| 2     | Peter Konradi      | Rainer Goernemann, Georg A. Profé | 30. März 1972  |
| 3     | Lutz Lindow        | Holger Berg, Angelika Milster, Hans Zimmermann | 6. April 1972  |
| 4     | Gilla Weikamp      | Maritta Fliege, Jürgen Mikol, Gerd Sutter | 13. April 1972 |
| 5     | Jörg Formella      | Heiner Jahncke, Susanne Schäfer, Katharina Matz, Angelika Hartung, Thomas Astan, Uwe Vagt                                                                     | 20. April 1972 |
| 6     | Angelika Stegemann | Monica Kaufmann, Volkert Kraeft | 27. April 1972 |
| 7     | Volker Kufstein    | Burkhard Jahn | 18. Mai 1972   |
| 8     | Almut Forkenbeck   | Christiane Jannessen, Fritz von Friedl | 25. Mai 1972   |
| 9     | Britta Wolfhohl    | Ingrid Kelemen, Giulia Follina, Horst Naumann, Alexander Böttcher, Helga Boettiger, Marina Lehnert, Holger Kiehl, Ulrich Schefuß, Jochen Beuthner, Ernst Kuhr | 8. Juni 1972   |
| 10    | Dörte Redlich      | Sabine von Maydell, Hans Korte, Doris Masjos, Frank Lobbes, Jan Eberwein, Gert Haucke, Hildburg Frese, Michael Poliza                                         | 15. Juni 1972  |
| 11    | Mady Frühdorff     | Monique Christin, Petra Schubert, Gracia-Maria Kaus, Roland Astor, Alexandra Lange, Wolf von Gersum                                                           | 22. Juni 1972  |
| 12    | Wilfried Mück      | Hardy Tasso, Susanne Schäfer, Maximilian Villinger, Hans Ulrich, Henry König, Ingrid Resch                                                                    | 29. Juni 1972  |
| 13    | Niklas Bornhold    | | 6. Juli 1972   |